# Монте-Эскобедо (муниципалитет)
Монте-Эскобедо (исп. Monte Escobedo) — муниципалитет в Мексике, входит в штат Сакатекас. Население 8855 человек.

## История
Город основан в 1577 году .